# Gephyromyza penicillipes
Gephyromyza penicillipes är en tvåvingeart som först beskrevs av Günther Enderlein 1912.  Gephyromyza penicillipes ingår i släktet Gephyromyza och familjen myllflugor. Inga underarter finns listade i Catalogue of Life.